# Knor-arrest
Het Knor-arrest (HR 23 februari 1955, BNB 1955/158) is een uitspraak van de Belastingkamer van de Hoge Raad.

## Inzet
Inzet van het geding was een veehouder, ondernemer voor de Inkomstenbelasting, die verschillende jaren achtereen met toestemming van de Belastingdienst een bepaald stelsel had gebruikt voor het waarderen van zijn voorraden op de balans en het bepalen van de jaarwinst. Achteraf bleek dit stelsel niet geaccepteerd te worden door de inspecteur. Reden hiervoor was, dat het strijdig werd bevonden met het zogenaamde goed koopmansgebruik. Dit was in het toenmalige artikel 7 van het Besluit Inkomstenbelasting 1941 opgenomen. De ondernemer, een veehouder, moest toen een nieuw stelsel voor het waarderen van zijn voorraden vee gaan kiezen.

## Uitspraak
Het eenmalige waardeverschil tussen het oude en dit nieuwe stelsel mocht hij toen buiten zijn jaarwinst houden. Het bedrag mocht opgenomen worden in een zogenaamde Kunstmatige Nieuwe Onbelaste Reserve (KNOR), waarover pas bij staking van zijn onderneming afgerekend hoefde te worden. Normaliter zou een dergelijke waardesprong tot de jaarwinst van het betreffende jaar gerekend moeten worden en was dus afrekenen onmiddellijk noodzakelijk. Daar werd in dit bijzondere geval dus van afgeweken. De regeling werd ook wel vee-reserve genoemd.

## Afwikkeling van het arrest
De staatssecretaris van Financiën Willem Scholten heeft in een resolutie op 4 december 1972 besloten, dat deze afrekening tegen het toenmalige lage bijzonder tarief van 20% Inkomstenbelasting mogelijk was. De belastingplichtige zou hier zelf om moeten vragen. 
De KNOR-regeling is nimmer in de wet opgenomen. Met ingang van de invoering van de Wet Inkomstenbelasting 2001 is de mogelijkheid tot het vormen van een KNOR komen te vervallen. Een belastingplichtige kan echter op zo'n punt door middels van een vaststellingsovereenkomst (fiscaal compromis) wel tot een afspraak met de Belastingdienst zien te komen. 